# Lascaux (Spiel)
Lascaux ist ein 2007 erschienenes Kartenspiel mit Versteigerungsmechanismus. Entwickelt wurde es von den französischen Spieleautoren Dominique Ehrhard und Michel Lalet, die Illustrationen stammen vom deutschen Zeichner Harald Lieske. Das Spiel steht auf der Empfehlungsliste zum Spiel des Jahres 2008.

## Spielidee und Ablauf
Thematisch beruht Lascaux auf den 1940 entdeckten Höhlenmalereien der in Frankreich gelegenen Höhle von Lascaux. Die drei bis fünf Mitspieler bieten im Verlauf des Spiels auf Karten mit verschiedenen Tierzeichnungen. Ziel ist das Sammeln möglichst vieler gleichartiger Zeichnungen, denn nur für die jeweils größten Sammlungen gibt es bei Spielende Punkte.
Die insgesamt 54 Spielkarten zeigen jeweils eine von sechs Tierzeichnungen sowie Symbole in zwei Farben. Sie werden bei Spielbeginn gemischt und als verdeckter Stapel bereitgelegt. Jeder Spieler erhält außerdem Auktionsmarker in allen sechs Farben sowie 12 Spielsteine (10 bei fünf Mitspielern), welche als Auktionsgeld dienen. 
Bis zu sieben Karten werden aufgedeckt und bilden die Auslage für die erste Runde. Jeder Spieler entscheidet sich für eine Farbe, auf die er bieten möchte, und legt den entsprechenden Auktionsmarker verdeckt vor sich ab. Die Spieler sind nun reihum am Zug und müssen jeweils wählen, ob sie weiter mitbieten wollen und dafür einen ihrer Spielsteine in die Tischmitte legen, oder aber aussteigen. Steigt ein Spieler aus, erhält er alle zuvor eingezahlten Spielsteine und legt dafür seinen Auktionsmarker in die Tischmitte. Sind alle Spieler bis auf einen ausgestiegen, erfolgt die Vergabe der Karten: In umgekehrter Reihenfolge des Ausstiegs decken die Spieler ihre Auktionsmarker auf und erhalten alle Karten der entsprechenden Farbe. Frühzeitig ausgestiegene Spieler gehen so mitunter leer aus. Nicht ersteigerte Karten werden durch vom Stapel nachgezogene Karten zu einer neuen Auslage ergänzt und die nächste Versteigerungsrunde beginnt.
Wurden alle Karten vom Stapel ersteigert, folgt die Auswertungsphase: Spieler erhalten Punkte für die jeweils meisten gleichartigen Karten sowie für Spielsteine im eigenen Vorrat. Es gewinnt der Spieler mit den meisten Punkten.

## Kritiken
Lascaux wurde in die Empfehlungsliste zum Spiel des Jahres 2008 aufgenommen. Die Jury beschreibt es als „pfiffiges, familientaugliches Spiel“ mit „wunderschöner“ Aufmachung.
Die Kritiken zu Lascaux fielen allgemein positiv aus. So seien die Spielregeln leicht verständlich und schnell erklärt, die Aufmachung gelungen und das Spiel biete kurzweilige Unterhaltung und Möglichkeiten für verschiedene Spielstrategien. Als Kritikpunkte wurden der Glücksanteil und die geringere Einflussnahme insbesondere bei fünf Mitspielern sowie die unzureichende Unterscheidbarkeit bei den Tierzeichnungen genannt.

## Boomerang(Neuauflage)
2010 erschien bei Lui-même eine Neuauflage des Spiels unter dem Titel Boomerang mit neuer Thematik und neuem Spielmaterial. Die Spieler schlüpfen in die Rolle von Aborigines, australischen Ureinwohnern, die mit Bumerangs Jagd auf verschiedene Tiere machen.
Die Spielregeln entsprechen weitgehend denen von Lascaux, mit wenigen Änderungen im Detail. So wurde etwa die Anzahl an Farben (Jagdgebiete in Boomerang) von sechs auf fünf reduziert, ferner wird der Startspieler in den jeweils folgenden Runden anders bestimmt.